# افغانی (رمان)
افغانی رمانی نوشتهٔ عارف فرمان، اهل افغانستان‌ است که به زندگی یک مهاجر افغان در ایران پرداخته‌است.‌‌ این رمان به پشتو و کردی ترجمه شده است.

## خلاصه
رمان افغانی روایت مهاجرت یک شهروند افغانستان در کشور همسایه، ایران است. این رمان نزدیک به یک دهه از زندگی افغان‌ها در ایران را روایت می‌کند. رمان با روی کار آمدن ببرک کارمل شروع می‌شود و تا روی کارآمدن دکتر نجیب‌الله به قدرت، ادامه می‌یابد.
علی،شخص اول داستان، در دورهٔ حکومت کمونیست‌ها دانشجوی ادبیات فارسی دانشگاه کابل است که در اثر نشست و برخاست با ادیب، حامد، فروزان و همهٔ دختران و پسران دانشکده می‌خواستند یک شبه رژیم کارمل را سرنگون کنند. نتیجه؛ گرفتار آمدن برخی از رفقا و متواری شدن دیگران بود. علی می‌گریزد. پدرش را به جای او یک ماه در زندان نگه می‌دارند و شکنجه می‌کنند. پدر پس از آزادی به فرزند می‌گوید: «تو را به پاکستان می‌فرستم، از آن جا برو ایران، برایت زندگی کن!» (ص ۱۳.)
علی، راوی رمان که دانشجو و مبارز سیاسی ضد نظام افغانستان است، برای نجات جانش مجبور به ترک وطن می‌شود و به صورت قاچاقی به پاکستان و از آن‌جا به ایران مهاجرت می‌کند. بخش اعظم کتاب شرح مهاجرت علی در ایران می‌باشد.

علی که درس‌خوانده و باسواد است، هر جا که می‌رود مورد توهین قرار می‌گیرد و با عنوان بی‌سواد، متجاوز، قاچاق‌بر و معتاد، رانده می‌شود. راوی فکر می‌کند به سرزمینی آمده که در آن «‌اسلام مرز ندارد» اما هر جا که می‌رود با مرز رو به رو می‌شود.